# Jesse R. Cross
Le brigadier général Jesse R. Cross, est le cinquantième quartier-maître général de l'United States Army, et le général commandant l'United States Army Quartermaster School à Fort Lee en Virginie de 2010 à 2011.

## Récompenses et décorations
| Parachutist Badge |

| Bronze oak leaf cluster                                                                               | Defense Superior Service Medal with oak leaf cluster  |
| | Legion of Merit                                       |
| | Bronze Star                                           |
| | Defense Meritorious Service Medal                     |
| Bronze oak leaf cluster · Bronze oak leaf cluster · Bronze oak leaf cluster · Bronze oak leaf cluster | Meritorious Service Medal with four oak leaf clusters |
| | Army Commendation Medal                               |
| Bronze oak leaf cluster                                                                               | Army Achievement Medal with oak leaf cluster          |
| Bronze star                                                                                           | National Defense Service Medal with service star      |
| Bronze star · Bronze star · Bronze star                                                               | Southwest Asia Service Medal with three service stars |
| | Global War on Terrorism Service Medal                 |
| | Korea Defense Service Medal                           |
| | Armed Forces Service Medal                            |
| | Humanitarian Service Medal                            |
| | Army Service Ribbon                                   |
| | Army Overseas Service Ribbon                          |
| | Médaille de la Libération du Koweït (Arabie Saoudite) |
| | Médaille de la Libération du Koweït (Koweït)          |